# Gymnasium Leopoldinum (Passau)
Das Gymnasium Leopoldinum (Leopoldinum, auch Leo) ist eines von vier Gymnasien in Passau. Seinen heutigen Namen trägt es seit 1965.

## Geschichte
Das Gymnasium Leopoldinum gehört zu den ältesten Schulen Deutschlands. Seine Geschichte geht zurück auf die Passauer Domschule.

### Vor 1892
Schon bald nach der Gründung des Bistums Passau im Jahr 739 wurde eine Domschule zur Ausbildung des Klerus gegründet. Verbürgt ist die Blütezeit dieser Schule im 9. Jahrhundert durch den Abt Godehard des Klosters Niederaltaich und im 11. bis 13. Jahrhundert durch die Namen der leitenden Lehrer.
Wie viele andere Domschulen wurde sie ab dem 14. Jahrhundert aufgrund der Gründung von Universitäten nur noch als Lateinschule betrieben. 1611 rief Bischof Leopold V. die österreichischen Jesuiten nach Passau, die die Lateinschule als Jesuitenkolleg übernahmen. 1612 wurde aus dem Jesuitenkolleg das erste Passauer Gymnasium. Bis 1617 errichteten die Jesuiten das Gebäude, das heute noch immer das Hauptgebäude des Gymnasiums Leopoldinum ist.
Nach der Aufhebung des Jesuitenordens im Jahr 1773 wurde die Schule zuerst vom Fürstbischof als Episcopale et Academicum Gymnasium und ab 1803 durch das Land Bayern als Churfürstlich baierisches Gymnasium und ab 1806 als Königliche Studienanstalt zu Passau weitergeführt.

### Ab 1892
Ab 1892 wird die Schule durchgängig als Gymnasium bezeichnet (zuerst Königlich humanistisches Gymnasium in Passau); von 1918 bis 1965 wurde die Schule Humanistisches Gymnasium Passau benannt. 1965 wurde die Schule in Gymnasium Leopoldinum umbenannt, dessen Ausrichtung humanistisch-neusprachlich war. Ab 1992 war das Gymnasium ein Europäisches Gymnasium. Seit September 2013 ist das Leopoldinum wieder ein sprachliches und humanistisches Gymnasium.

## Lehrangebot

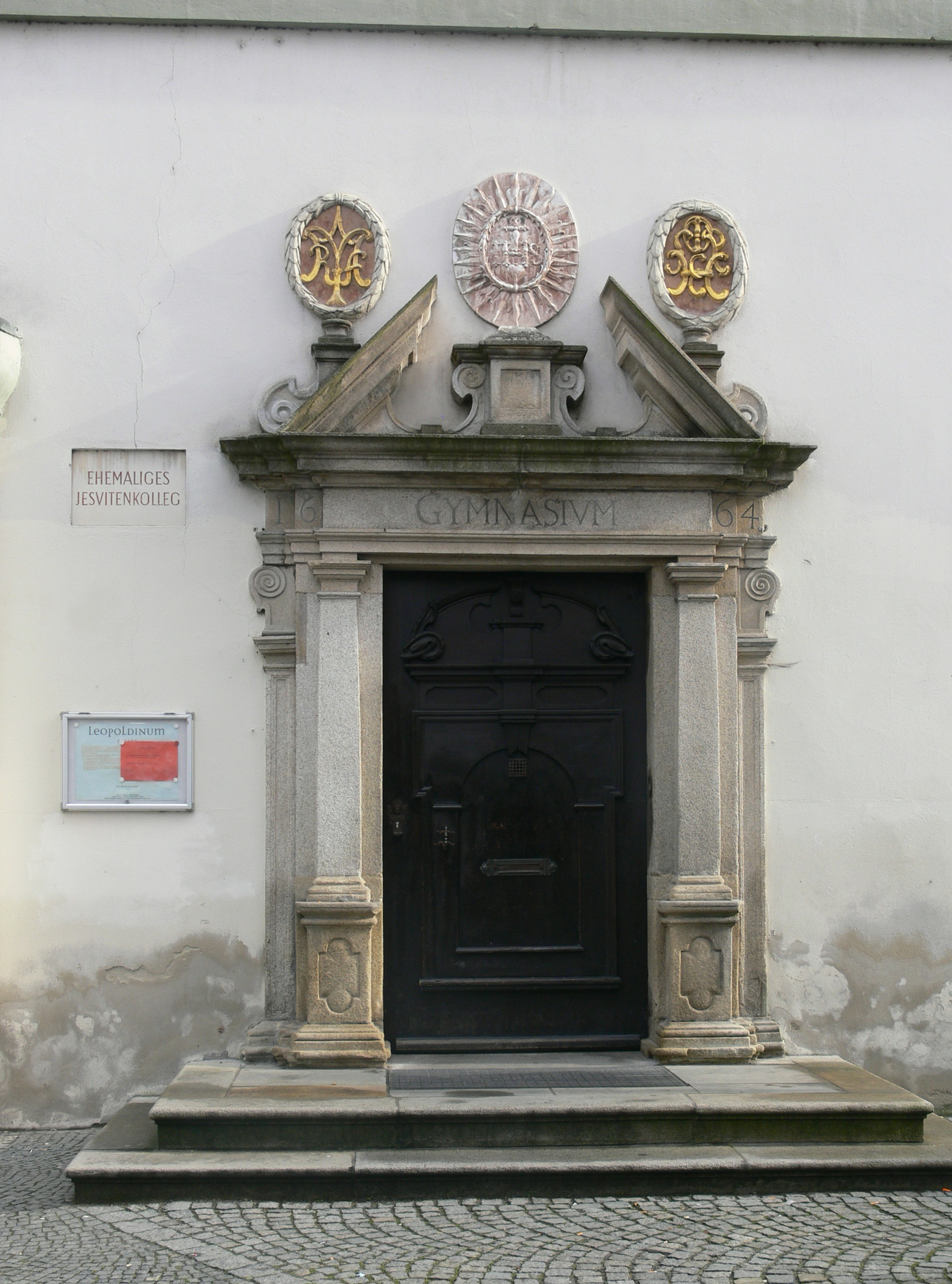
Portal des Leopoldinums (2010)

In drei Jahrgangsstufen kann im Gymnasium Leopoldinum zwischen verschiedenen Fächern gewählt werden:
- Fünfte Jahrgangsstufe: Latein oder Englisch (die nichtgewählte Sprache wird ab der sechsten Jahrgangsstufe unterrichtet)
- Achte Jahrgangsstufe: Französisch, Altgriechisch oder Italienisch
- Ab der zehnten Jahrgangsstufe kann Spanisch als spätbeginnende Fremdsprache gewählt werden, ist dann allerdings bis zum Abitur Pflichtfach. Latein oder Englisch kann dann abgewählt werden.
- Das Gymnasium Leopoldinum bietet eine offene und auch gebundene Ganztagsschule.
- Das Leopoldinum bietet seit dem Schuljahr 2012/13 eine Einführungsklasse in der zehnten Jahrgangsstufe für Absolventen mit mittlerem Schulabschluss an.
- Das Leopoldinum ist Seminarschule für Deutsch, Geschichte, Katholische Religionslehre, Latein und Musik.
- Ab dem Schuljahr 2015/16 nahm das Gymnasium am Erprobungsversuch Mittelstufe Plus des bayerischen Kultusministeriums teil, in dem neben der Beibehaltung der bisherigen Mittelstufe in einem zusätzlichen Angebot die Jahrgangsstufen acht bis zehn um die neue Jahrgangsstufe 9+ erweitert und der Lehrstoff nun anstelle von drei auf vier Jahre verteilt wurde. Die Wahl zwischen G8 und Mittelstufe Plus erfolgte in der siebten Jahrgangsstufe.[4]

## Ehemalige Schüler
- Carl Amery (1922–2005), Schriftsteller und Umweltaktivist
- Ludwig von Andok (1890–1981), Maler
- Anton Graf von Arco auf Valley (1897–1945), Mörder von Kurt Eisner
- Johann Babor (1762–1846), Benediktiner und Hochschullehrer
- Thomas Bauer (1821–1893), katholischer Theologe und Benediktiner
- Stephan Billinger (1897–1966), Oberbürgermeister und Landtagsabgeordneter
- Violetta Bock (* 1987), Bundestagsabgeordnete, Stadtverordnete in Kassel
- Franz Bogner (1875–1956), Arzt und Oberbürgermeister in Selb
- Joseph Bucher (1838–1909), Verleger und Politiker
- Joseph Ferdinand Damberger (1795–1859), Jesuit und Kirchenhistoriker
- Michael Denis (1729–1800), österreichischer Priester, Schriftsteller, Übersetzer, Bibliothekar und Zoologe
- Ernst Derra (1901–1979), Mediziner und Pionier der Herzchirurgie
- Johann Evangelist Diendorfer (1833–1909), Geistlicher und Reichstagsabgeordneter
- Wilhelm Diess (1884–1957), bedeutender bayerischer Erzähler
- Jürgen Dupper (* 1961), Oberbürgermeister und ehemaliger Landtagsabgeordneter
- Walter Eder (1941–2009), Althistoriker
- Franz von Egger (1765–1851), Jurist und Hochschullehrer in Graz und Wien
- Franz Xaver Eggersdorfer (1879–1958), Theologe und Ehrenbürger
- Ludwig M. Eichinger (* 1950), Hochschullehrer und Sprachwissenschaftler
- Michael Filz (1777–1854), Pädagoge, Geschichtsforscher und Abteiprior
- Joseph Freundorfer (1894–1963), Neutestamentler, Bischof von Augsburg
- Karl Fuchs (1920–1989), Landtags-, Bundestagsabgeordneter und Mitglied des Europäischen Parlaments
- Franz Xaver Geyer (1859–1943), Missionar und Bischof
- Peter Griesbacher (1864–1933), Komponist, Organist und Glockensachverständiger
- Ernst von Grossi (1782–1829), Obermedizinalrat und Hochschullehrer in München
- Helmut Gründl (* 1963), Wirtschaftswissenschaftler
- Franz Sales Handwercher (1792–1853), katholischer Pfarrer
- Friedrich Haselmayr (1879–1965), Politiker, Historiker und SA-Gruppenführer
- Herbert Haslinger (* 1961), katholischer Theologe
- Eva Marlene Hausteiner (* 1983), Politikwissenschaftlerin
- Ludwig Hödl (1924–2016), katholischer Theologe
- Hans Hösl (1929–2008), Oberbürgermeister und Ehrenbürger
- Antonius Hofmann (1909–2000), Bischof und Ehrenbürger
- Nicolaus A. Huber (* 1939), Professor und Komponist
- Matthäus Kaiser (1924–2011), Theologe und Kirchenrechtler
- Leopold Maximilian Kantner (1932–2004), Geistlicher, Musikwissenschaftler und Kirchenmusiker
- Hans-Peter Kapfhammer (* 1952), Psychiater, Psychologe und Neurologe
- Hans Kapfinger (1902–1985), Zeitungsverleger und Ehrenbürger
- Michael Kapsner (* 1961), Komponist, Organist und Dirigent
- Ewald Lechner (1926–2011), Landtagsabgeordneter
- Hanna Leybrand (1945–2017), Schriftstellerin, Rezitatorin und Opernsoubrette
- Ludwig Liebl (1874–1940), nationalsozialistischer Ärztefunktionär und Zeitungsverleger
- Manfred Loimeier (* 1960), Journalist und Afrikanist
- Gustav Matschl (1932–2012), Landtagsabgeordneter
- Ferdinand Mirwald (1872–1948), Maler und Holzschneider
- Rudolf Freiherr von Moreau (1910–1939), Offizier und Pilot
- Joseph Alois Moshamer (1800–1878), Schriftsteller, Lehrer und Beamter
- Stefan Mückl (* 1970), Rechtswissenschaftler
- Adalbert Müller (1802–1879), Schriftsteller und Landeskundler
- Franz Mußner (1916–2016), Theologe und Universitätsprofessor
- Alexander Muthmann (* 1956), Landtagsabgeordneter und Landrat a. D.
- Josef Oswald (1900–1984), Heimatforscher, Geschichtsschreiber und Ehrenbürger
- Werner Josef Patzelt (* 1953), Politikwissenschaftler
- Franz Seraph von Pichler (1852–1927), Mitglied des deutschen Reichstags und Ehrenbürger
- Günther Prokop (* 1969), Verkehrswissenschaftler
- Georg Ratzinger (1844–1899), Geistlicher, Publizist und Politiker
- Franz Rieger (1923–2005), österreichischer Schriftsteller
- Anna Elisabeth Rosmus (* 1960), Holocaust-Forscherin und Autorin
- Gottfried Schäffer (1927–1984), Heimatpfleger
- Andreas Scheuer (* 1974), ehemaliger Bundesverkehrsminister und ehemaliger Generalsekretär der CSU
- Manuel Schlögl (* 1979), Theologe und Hochschulprofessor
- Wolfgang Schmidbauer (* 1941), Psychoanalytiker, Fachautor
- Maximilian Schmidt (1832–1919), bayerischer Heimatschriftsteller
- Franz de Paula von Schrank (1747–1835), Botaniker, Insektenforscher und Jesuit
- Rudolf Schreiber (1889–?), Landrat
- Franz Schrönghamer-Heimdal (1881–1962), Heimatdichter, Maler und Ehrenbürger
- Otto Schwankl (* 1949), Theologe
- Armin Schwibach (* 1964), Philosoph
- Rudolf Seefried (1877–1961), Landrat
- Josef Seidl (1901–1985), Arzt und Standesfunktionär
- Bruno Senninger (1889–1943), Landrat
- Max Stadler (1949–2013), Bundestagsabgeordneter und Staatssekretär
- Martin Steidler (* 1966), Musiker und Chorleiter
- Rupert Graf zu Stolberg-Stolberg (* 1970), Weihbischof im Erzbistum München und Freising
- Gottlieb Wieninger (1781–1854), Bierbrauer, Gastronom und Politiker
- Reinhard Wiesend (1887–1970), Landrat in Garmisch
- Armin G. Wildfeuer (* 1960), Philosoph und Hochschulprofessor
- Sandro Wimberger (* 1974), Professor für Quantenphysik
- Sigi Zimmerschied (* 1953), Kabarettist
- Wolfgang Zerer (* 1961), Organist, Cembalist und Musikpädagoge
- Eberhard Zizlsperger (1917–2013), bayerischer Senator, Brauereidirektor und Geschäftsführer

## Ehemalige Lehrer
- Michael Doeberl (1861–1928), Historiker und Diplomatiker
- Karl Fuchs (1920–1989), Landtags-, Bundestagsabgeordneter und Mitglied des Europäischen Parlaments
- Gebhard Glück (1930–2009), Staatsminister für Arbeit und Sozialordnung, Familie, Frauen und Gesundheit
- Franz Xaver Greil (1819–1871), Mitglied des Reichstags (1871) für den Wahlkreis Niederbayern 3
- Philipp von Gundel (1493–1567), Rechtswissenschaftler und Hochschullehrer
- Joseph Benedikt Heyrenbach (1738–1779), Jesuit, Historiker und Bibliothekar
- Leopold Lerch (1898–1964), Kommunalpolitiker (BVP und CSU) und Landtagsabgeordneter
- Sebastian Matzinger (1865–1935), Gymnasialprofessor und Reichstagsmitglied
- Franz Xaver Obermayr (1817–1891), katholischer Geistlicher und Reichstagsabgeordneter
- Joachim Thomas Schuhbauer (1743–1812), Benediktinerpater und Schulleiter von 1786 bis 1794
- Thaddäus Siber (1774–1854), Mathematiker und Physiker
- Gerhard Waschler (* 1957), Landtagsabgeordneter (1992 bis 1998 stellvertretender Schulleiter)
- Georg Philipp Wörlen (1886–1954), Maler und Graphiker

## Partnerschulen
Das Gymnasium Leopoldinum ist Partnerschule mit:
- Liceo Internazionale Arcivescovile in Rovereto
- Nicolet High School in Glendale
- Fráter György Katolikus Gimnázium és Kollégium in Miskolc
- Gymnasium Condorcet in La Varenne Cedex bei Paris

## Sonstiges
- 2001 und 2013 fanden am Gymnasium Leopoldinum die Theatertage der bayerischen Gymnasien statt.
- Zur Schule gehören auch die Studienkirche und der Schaiblingsturm.